# Юрбот
Юрботы (англ. Lawbot) — представляют собой широкий класс клиенто-ориентированных юридических приложений искусственного интеллекта, которые используются для автоматизации конкретных правовых задач, таких как автоматизация документооборота и правовые исследования. Юрботы используют различные техники искусственного интеллекта или других интеллектуальных систем, чтобы ограничить непосредственное участие людей в определённых этапах юридического процесса. Пользовательские интерфейсы юрботов отличаются от интеллектуальных поисковиков и пошаговых форм чатботов. Индивидуальные и корпоративные юрбот-решения часто не требуют прямого контроля со стороны профессионального юриста. В зависимости от поставленных задач некоторые клиентские решения, используемые в юридических фирмах, работают под надзором юриста.

## Влияние на правовую отрасль
В отчёте консалтинговой сети Deloitte за 2016 год сказано, что в Соединённом Королевстве более чем 110 000 рабочих мест, связанных с юридическими услугами, могут исчезнуть в ближайшие двадцать лет в результате автоматизации. В то же время, это может привести к созданию более высококвалифицированных рабочих мест и сокращению параюридических и временных рабочих мест. В докладе также сказано, что «существует значительный потенциал для высококвалифицированных специалистов, которые вовлечены в выполнение повторяющихся процессов, подлежащих автоматизации с помощью интеллектуальных и самообучающихся алгоритмов».

## Доступ к закону и правосудию
Установлено, по крайней мере, для последнего поколения, что все программы и ресурсы, предназначенные для обеспечения доступа к правосудию, покрывают только 20 % потребностей доступа к гражданскому праву американцев с низким доходом. Основываясь на этих сведениях, финансируемая правительством США Корпорация юридических услуг в конце 2011 года решила созвать саммит лидеров для изучения того, как наилучшим образом использовать технологии в сообществе энтузиастов свободного доступа к правосудию. Миссией «Саммита по использованию технологий для расширения доступа к правосудию» было заявлено: «изучить потенциал технологии для перевода Соединенных Штатов на оказание некоторой формы эффективной помощи 100 % лиц, которые в противном случае не смогут позволить себе адвоката для удовлетворения основных гражданских юридических потребностей».
В апреле 2017 года Корпорация юридических услуг (LSC), при поддержке Microsoft и Pro Bono Net, объявила о пилотной программе разработки онлайновых общегосударственных юридических порталов для направления лиц с гражданско-правовыми потребностями к наиболее подходящим формам помощи. Эти порталы будут использовать новейшую, ориентированную на пользователя технологию, которая поможет всем испытывающим гражданско-правовые потребности сориентироваться в доступных вариантах и упростит доступ к решениям и услугам, предоставляемым центрами правовой помощи, судами и партнёрами из сообщества.